# Acanthocyclops montana
Acanthocyclops montana is een eenoogkreeftjessoort uit de familie van de Cyclopidae. De wetenschappelijke naam van de soort is voor het eerst geldig gepubliceerd in 1991 door Reid & Reed.